# Maxim Gun Company
De Maxim Gun Company was een Brits wapenbedrijf, opgericht door Hiram Maxim en Albert Vickers.
Het bedrijf werd opgericht vóór 1895 in Londen en werd bekend geworden door het produceren van het eerste volautomatische machinegeweer, de Maxim. Kort na de oprichting werd het bedrijf in 1895 samengevoegd met het bedrijfje Nordenfelt, een Zweeds wapenproducent. Na de samenvoeging heette het bedrijf Maxim-Nordenfelt Guns and Ammunition Company Ltd. In 1897 ten slotte werd het bedrijf opgenomen in het moederbedrijf Vickers Ltd. Hierna kwam nogmaals een nieuw type machinegeweer uit, de Maxim-Vickers, en wat later het beroemde Vickers-machinegeweer.